# Lasse Lindholm Nielsen
Lasse Lindholm (født 1975 i Næstved) er direktør for kommunikation og public affairs i musikselskabernes brancheorganisation, IFPI Danmark. Lasse er desuden partner i konsulentvirksomheden Ples&Lindholm, som bl.a. driver IFPI Danmarks sekretariat.
Lasse har en kandidatgrad i kommunikation og kultur- og sprogmødestudier fra RUC. I starten af 00’erne var han i en årrække A&R og product manager hos BMG og Sony BMG. Her arbejdede han med danske artister som Marie Key, Outlandish og Burhan G. Inden Lasse kom til IFPI i 2010 var han kommunikationsansvarlig for Københavns Kommunes investeringer i cykelområdet.
Lasse udgjorde i ’90erne en tredjedel af hiphop-trioen Hvid Sjokolade. Han har herudover skrevet tekster og melodier for den danske R&B-sanger Karen og Den Gale Pose. 

## Diskografi
- Levende poeters klub (1997)
- Så'n Er Vi (1996)